# Ariel Moshe
Ariel Moshe (São Paulo, 9 de janeiro de 1954) é um ator, diretor e professor de teatro brasileiro.

## Biografia
Estudou Arquitetura e Teatro, saindo algumas vezes para viver fora do país. Viveu em Paris, Roma e Buenos Aires, trabalhando e estudando com teatro, TV, música e canto. Ao completar 40 anos de atividades profissionais, tem mais de 90 peças de teatro como ator, diretor e produtor, destacando-se trabalhos como: Calabar, Drácula, Porca Miséria, O Vison Voador,  Eu Era Tudo para Ela e Ela Me Deixou, Os Físicos, O Dibuk, Tietê, Tietê, O Milagre de Anne Sullivan, O Enigma Blavatsaki, O Mistério de Gioconda, esta última sob a direção de Bibi Ferreira, entre outras. Tem um livro, ainda inédito, sobre a técnica da voz e da interpretação vocal, para estudantes e profissionais ligados as áreas de comunicações.
Ficou 3 anos em cartaz em São Paulo com a peça Toc Toc.
É professor de teatro e diretor na Casa Aguinaldo Silva de Artes e também no Teatro Escola Macunaíma (SP).
Preparador de elenco de diversas novelas do SBT, como:  Carrossel,  Corações Feridos, Patrulha Salvadora e Chiquititas, Cumplices de um Resgate, Carinha de Anjo, As Aventuras de Poliana, Poliana Moça, A Infância de Romeu e Julieta e A Caverna Encantada. 

## Carreira

### Teatro
- 1974 - MILA 18, de Leon Uris - Direção: Arlety Novelli

- 1975 - O DIÁRIO DE ANNE FRANCK, de Anne Franck - Direção: Arlety Novelli

- 1976 - OS FILHOS DE EDUARDO, de Mark Sauvajon - Direção: Roberto Koln

- 1977 - O CIRCO ANTROPOFÁGICO, de José Roberto Aguilar - Direção: Jorge Takla

- 1978 - PASSEIO NO BOSQUE, de João Rio - Direção: Sandra Gabí

- 1978 - OS MISTÉRIOS DE QUERUBIM, de Renato Coutinho - Direção:  David Pinheiro

- 1979 - O BONÉ MÁGICO, de J.R. Caprarole - Direção: José Roberto Caprarole

- 1980 - CALABAR, de Chico Buarque de Hollanda e Ruy Guerra - Direção: Fernando Peixoto

- 1981 - TRIBOBÓ CITY, de Maria Clara Machado - Direção: Teresa Aguiar

- 1982 - OS RAPAZES DA BANDA, Mart Krouley - Direção: Carlos Di Simoni

- 1982 - MORRE O REI, de Eugéne Ionesco - Direção: Teresa Aguiar

- 1982/83 - CAMAS REDONDAS CASAIS QUADRADOS, de R. Cooney e J. Chapman - Direção: José Renato

- 1983/84 - CASA DE BRINQUEDOS, de Fernando Faro e Elifas Andreato - Direção: Mario Masetti

- 1984 - A BELA E A FERA, de Mme. LePrince de Baumont  Direção: Carlos Meceni

- 1984/85 - COM A PULGA ATRÁS DA ORELHA, de Georges Feydeau - Direção: Gianni Ratto

- 1985/86 - A VÊNUS DAS PELES, de Leopold Von Sacher Masoch - Direção: Maurício Abud

- 1986/87 - DRÁCULA, de H.Deane  e J.L. Balderston - Direção: Gianni Ratto

- 1987 - VERY, VERY SEXY, de P. Lourenço e P. Tudech   Direção: Sebastião Apolônio

- 1987/88 - PETER PAN, de J.M. Barrie - Direção: Jacques Lagôa

- 1988 - O DOENTE IMAGINÁRIO, de Molière - Direção: Silnei Siqueira

- 1989 - TOP LESS, de Walcir Carrasco   Direção: Jacques Lagôa

- 1989 - BZZZ, O QUASE MOSCA, de M. Baroni e R. Pires - Direção: Jacques Lagôa

- 1990 - OS TRÊS PATETAS E O ÚLTIMO JARDIM DO PLANETA, de Ronaldo Ciambroni - Direção: José Ferro

- 1990 - A VOLTA DE SERAFIM PONTE GRANDE, de Oswald de Andrade - Direção: Chico de Assis

- 1992 - O REI DO BRASIL, de Luís Alberto de Abreu - Direção: Nestor Monastério

- 1992 - MEU PRIMO WALTER, de Pedro Aidar - Direção: Francarlos Reis

- 1992 - SEM RESGATE”, de Ronaldo Ciambroni - Direção: Jacques Lagôa

- 1992/93 - O LEGÍTIMO INSPETOR PERDIGUEIRO, de Tom Stoppard - Direção: Eliana Fonseca

- 1993 - A SOPA, de F. Reinaud - Direção: Franco Reinaud

- 1993 - SEIS GRAUS DE SEPARAÇÃO, de John Guare - Direção: Jorge Takla

- 1993/94 - A FARSA DA ESPOSA PERFEITA, de Edy Lima - Direção: Fernando Peixoto

- 1994 - BAR DA NOITE, de R. Leitte - Direção: Ricardo Leitte

- 1994 - FAZ A FAMA E DEITA NA CAMA, de Analy Alvares - Direção: José Renato

- 1995 - BANG BANG, QUANDO OS REVÓLVERES NÃO MATAM, de Léo Lama - Direção: Oswaldo Mendes

- 1996 - PORCA MISÉRIA, de Jandira Martini e Marcos Caruso - Direção: Gianni Ratto

- 1996 - MORUS E SEU CARRASCO, de Renato Gabrielli - Direção: Gianni Ratto

- 1997 - PASOLINI, MORTE E VIDA, de Michel Azama - Direção: Francarlos Reis

- 1999 - GATO POR LEBRE, de Georges Feydeau - Direção: Jandira Martini

- 2000 - GIN COM TÔNICA, de Ricardo Leite - Direção: Samir Signeu

- 2000/01 - O VISON VOADOR, de Ray Cooney e John Chapmann - Direção: Ary Toledo

- 2002 - A MANDRÁGORA, de Machiavel - Direção: Roberto Lage

- 2003 - O ENIGMA BLAVATSKY, de José Rubens Siqueira - Direção: Iacov Hillel

- 2004 - MILIGRAMAS POR MILILITROS, de Alessandro Toller - Direção: Paco Abreu

- 2004/05 - O MISTÉRIO DE GIOCONDA, de Paulo Guarnieri, Hérika de Assis, Carlos Mendes - Direção: Bibi Ferreira e Paulo Guarnieri

- 2006 - O MARIDO VAI À CAÇA, de Georges Feydeau - Direção: Cacá Rosset

- 2006/07 - DIA QUE RAPTARAM O PAPA, de João Bethencourt - Direção: Iacov Hillel

- 2007/08 - MACBETH, A PEÇA ESCOCESA, de William Shakespeare - Direção: Regina Galdino

- 2008/09 - BEM AVENTURADOS OS ANJOS QUE DORMEM, de Marília Toledo - Direção: Kleber Montanheiro

- 2010 - DIAS FELIZES, de Samuel Beckett - Direção: Emilio Di Biasi

- 2011/13 - TOC TOC, de Laurent Baffie - Direção: Alexandre Reinecke

### Televisão
- 2016 - Carinha de Anjo - Monstro dos Sonhos de Dulce Maria
- 2016 - Cúmplices de um Resgate - Euclides Barbosa da Fonseca
- 2014 - Chiquititas - Professor Téofilo
- 2014 - Patrulha Salvadora -  Avareza Careta / Prefeito de Kauzópolis
- 2012 - Carrossel (telenovela) - Detetive do Sonho de Adriano
- 2009 - Vende-se um Véu de Noiva - Clóvis
- 2008 - Revelação - Eduardo Fontenelli
- 2007 - Luz do sol -Cornélio
- 2005 - Essas Mulheres -  Dr. Bráz
- 2001 - O Direito de Nascer - Dr. Pezzi
- 1998 - Chiquititas - Salvador / Horácio
- 1995 - A Próxima Vítima - Motorista no Mercadão
- 1994 - Éramos Seis - Sr. Flores
- 1992 - Perigosas Peruas - Pai de Cidinha
- 1992 - X-Tudo - Vários
- 1991 - Projeto Ipê
- 1990/91 - Glub Glub
- 1989/90  Rá-Tim-Bum  - Vários
- 1988 - Sampa (minissérie)
- 1988 - Cortina de Vidro
- 1986 - Capitão Bandeira
- 1981 - Dercy, Sempre Aos Domingos
- 1977 - Tá na Hora, Tá na Hora

### Cinema
- 2016 - O Nome da Morte
- 2014 - A Comédia Divina
- 2010 - A Mudança
- 2008 - Procura-me
- 2006 - O Cheiro do Ralo - Homem das Cédulas
- 2004 - Solo Dios Sabe
- 1998 - Caminho dos Sonhos (Sonho no Caroço do Abacate)
- 1987 - A Mulher Fatal Encontra o Homem Ideal
- 1985 - A Estrela Nua